# Mimegralla scapulifera
Mimegralla scapulifera är en tvåvingeart som först beskrevs av Jacques-Marie-Frangile Bigot 1886.  Mimegralla scapulifera ingår i släktet Mimegralla och familjen skridflugor. Inga underarter finns listade i Catalogue of Life.